# یواس‌اس ویلکس-بار (سی‌ال-۱۰۳)
یواس‌اس ویلکس-بار (سی‌ال-۱۰۳) (به انگلیسی: USS Wilkes-Barre (CL-103)) یک کشتی بود که طول آن ۶۱۰ فوت ۱ اینچ (۱۸۵٫۹۵ متر) بود. این کشتی در سال ۱۹۴۳ ساخته شد.